# SpursEngine

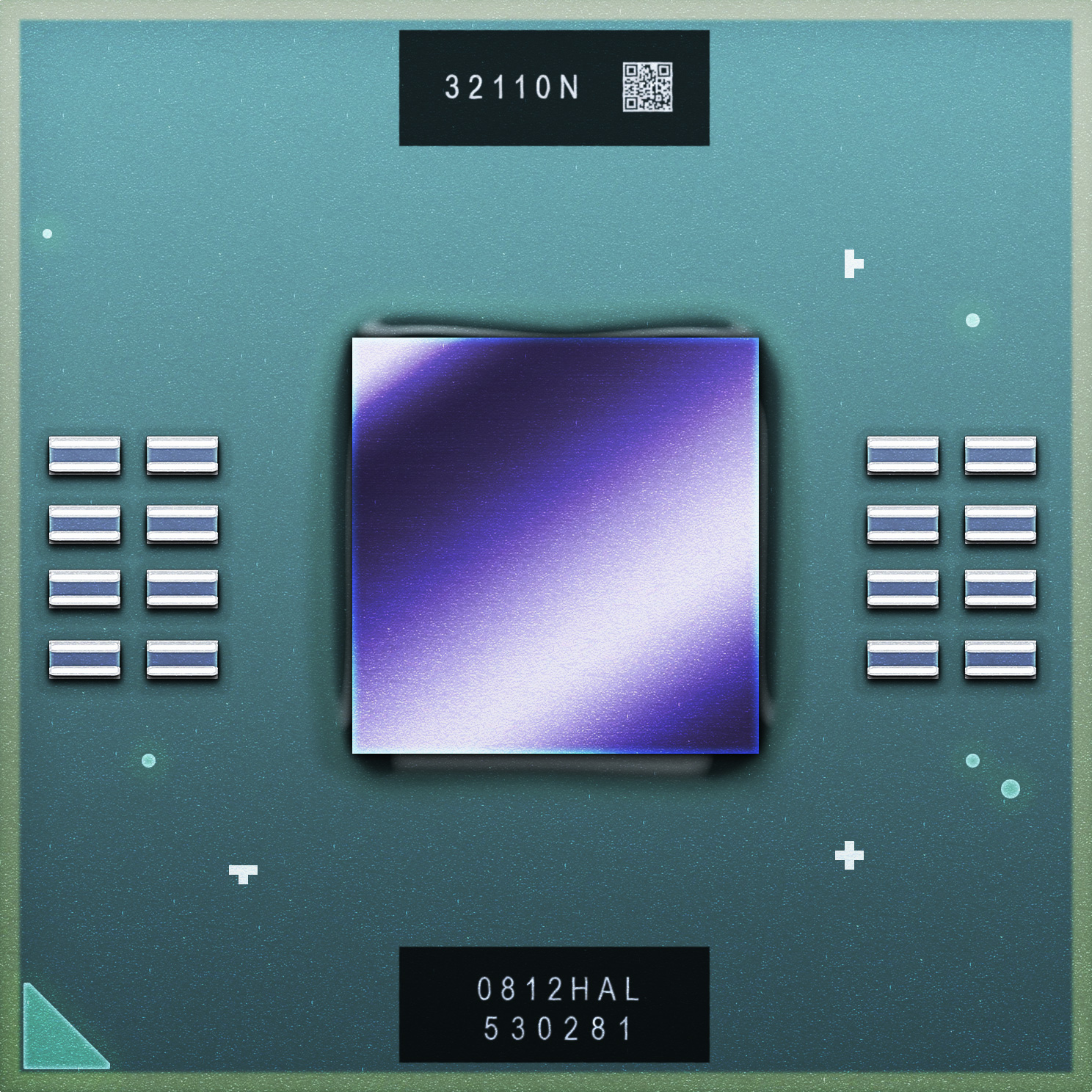
SpursEngine SE1000

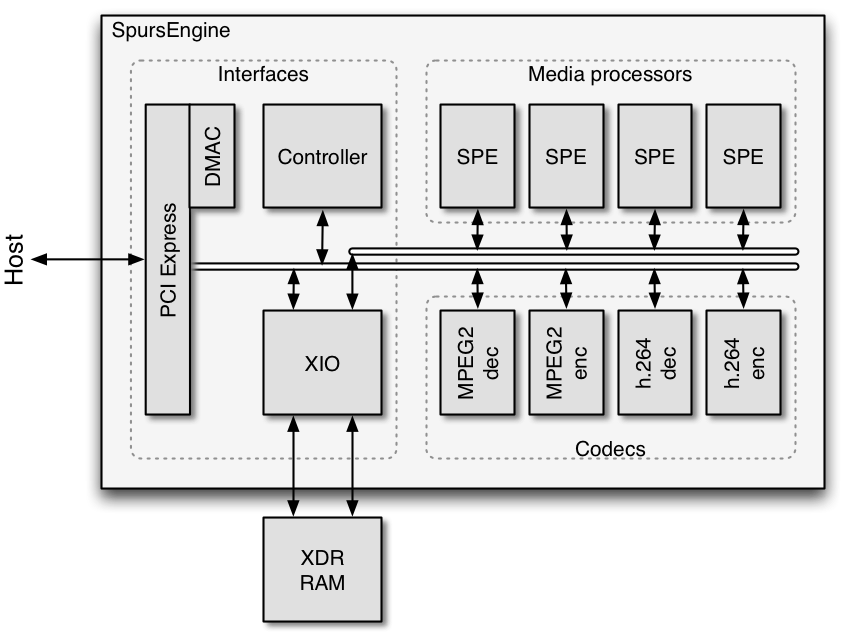
SpursEngineのブロック図

SpursEngine（スパーズエンジン）は、東芝が開発した、Cell Broadband Engine（以下Cell）をベースにしたLSIである。Cellに搭載されているSPEを1.5GHzに低クロック化したものを4基搭載し、H.264・MPEG-2のハードウェアエンコーダ・デコーダを搭載する。
東芝のQosmioシリーズの一部やPCI Express接続アクセラレータカード（コーデック向け）に搭載されていた。

## 概要
SpursEngineは通常の汎用プロセッサが効率よく処理できないとされるマルチメディア処理に特化されたプロセッサで、プロセッサ単体の浮動小数点演算処理能力は48GFLOPSである。H.264・MPEG-2のハードウェアエンコーダ・デコーダはフルHDに対応していて最新のCPU単体でエンコード・デコードするよりも大幅に処理速度を向上する事ができる。
東芝大分工場の65nmバルクプロセスで製造され、消費電力は20W以下。2億3910万個のトランジスタが使用され、ダイサイズは102.89mm2。SPEのレイアウトが最適化され、オリジナルのSPE(65nm版Cell)と比べてダイサイズを27%縮小させている。

## プロセッサアーキテクチャ
SpursEngineではPPEを搭載しない。CellではPPEが処理するプログラムを流し込み、処理させるという方式をとっていたが、SpursEngineでは「Control Processor」と呼ばれる東芝独自の32ビットCPUを搭載しPPEの代わりとする、「Control Processor」はPPEのような複雑な処理は行わないがPCIeでホスト側との連携を行う。
内部バスはCellと同様にEIB（element interconnect bus）を搭載する。Cellでは4GHz近い周波数で作動するがSpursEngineでは1.5GHzで動作する。メモリもCellと同様にXIOを使用し、XDR DRAMに対応している。Qosmioシリーズでのメモリ容量は128MBである。

## 計画されていたロードマップ
当初東芝は低消費電力・低コストに特化させたコンシューマ版Cellのロードマップを示し、その第一弾としてSpursEngine(SE1000)を商品化させた。ロードマップにはこれに続く製品群として2010年頃までに45nmバルクプロセスを用いてシュリンクを行ったSpursEngine IIの投入が計画されており、初期構想時はさらにその先として携帯機器向けに再設計された超低消費電力版SPE搭載のMobile Cell(SCEのロードマップでは一つのSPEを搭載するmicro Cell)が描かれていた。

## 沿革
- 2007年9月20日、東芝がCell技術を用いた省電力フルHD画像処理コプロセッサ「SpursEngine」を発表[1][2]。
- 2008年6月23日、東芝がCell技術を用いたメディアプロセッサ「SpursEngine SE1000」を搭載したノートパソコン「Qosmio G50/F50」を発売すると発表[3]。
- 2008年7月18日、CRI・ミドルウェア、東芝SpursEngine™向けミドルウェアに参入[4]。
- 2008年7月25日、東芝セミコンダクター、「SpursEngine Developers Forum 2008」を開催。「SPEのプログラミング手法を知らなくても利用可能」[5]。
- 2008年11月、SpursEngine搭載のPCI Express接続アクセラレータカード（コーデック向け）がトムソン・カノープスやリードテックから発売される。
- 2008年11月26日、CRI・ミドルウェア、SpursEngine向けコンソールツール、SpursEngineコンソールエンコーダ「CRI SpursCoder」および掲示板を公開[6]。